# Constitución de Curazao
La Constitución de Curazao (neerlandés: Staatsregeling van Curaçao) fue adoptada por mayoría en una votación 15 legisladores a favor y 6 en contra en el Consejo Insular de Curazao, el 5 de septiembre de 2010. En la votación inicial sobre la constitución realizada en el mes de julio, la mayoría de dos tercios requerida no se consiguió por falta de acuerdo, después de lo cual se celebraron nuevas elecciones el 27 de agosto que permitieron su aprobación. El consejo de la isla recién elegido podría adoptar oficialmente la Constitución con una mayoría ordinaria. La constitución entró en vigor el 10 de octubre de 2010, en la fecha de la disolución de las Antillas Neerlandesas. Bajo este texto legal Curazao se convirtió en un país autónomo o constituyente del Reino de los Países Bajos, y no solo una parte del antiguo país de la Antillas neerlandesas.

## Composición

### Contenido
1. Derechos fundamentales[2]
2. Gobierno[2]
3. Estados[2]
4. Consejo Asesor de Auditoría, Defensor del Pueblo[2]
5. Legislación y gobierno[2]
6. El poder judicial[2]
7. Los organismos públicos y órganos administrativos independientes[2]
8. Revisión de la Constitución[2]

- Artículos adicionales[2]